# Kanisfluh
De Kanisfluh is een bergkam in de Damülser Berge, een bergketen in het Bregenzerwaldgebirge, in de Oostenrijkse deelstaat Vorarlberg.
De 2044 m hoge kalksteenklif, gelegen tussen de dorpen Mellau en Au, is waarschijnlijk de meest bekende berg van het Bregenzerwald.

## Locatie en toppen
Komende vanuit het noorden domineert de steile noordwand van de Kanisfluh met meer dan 1200 m hoogteverschil de vallei van de Bregenzer Ach. Langs de zuidkant daalt de berghelling veel geleidelijker af naar de Wurzach- en Kanisalpe, die de Kanisfluh scheidt van de andere bergen van de keten, zoals de Klippern (2066 m) en de Damülser Mittagsspitze (2095 m).
De belangrijkste toppen van de klif zijn, van west naar oost, de Hohe Stoß (1806 m), de Holenke (2044 m), de Runde Kopf (2014 m) en de Sonnenspitze (1965 m).

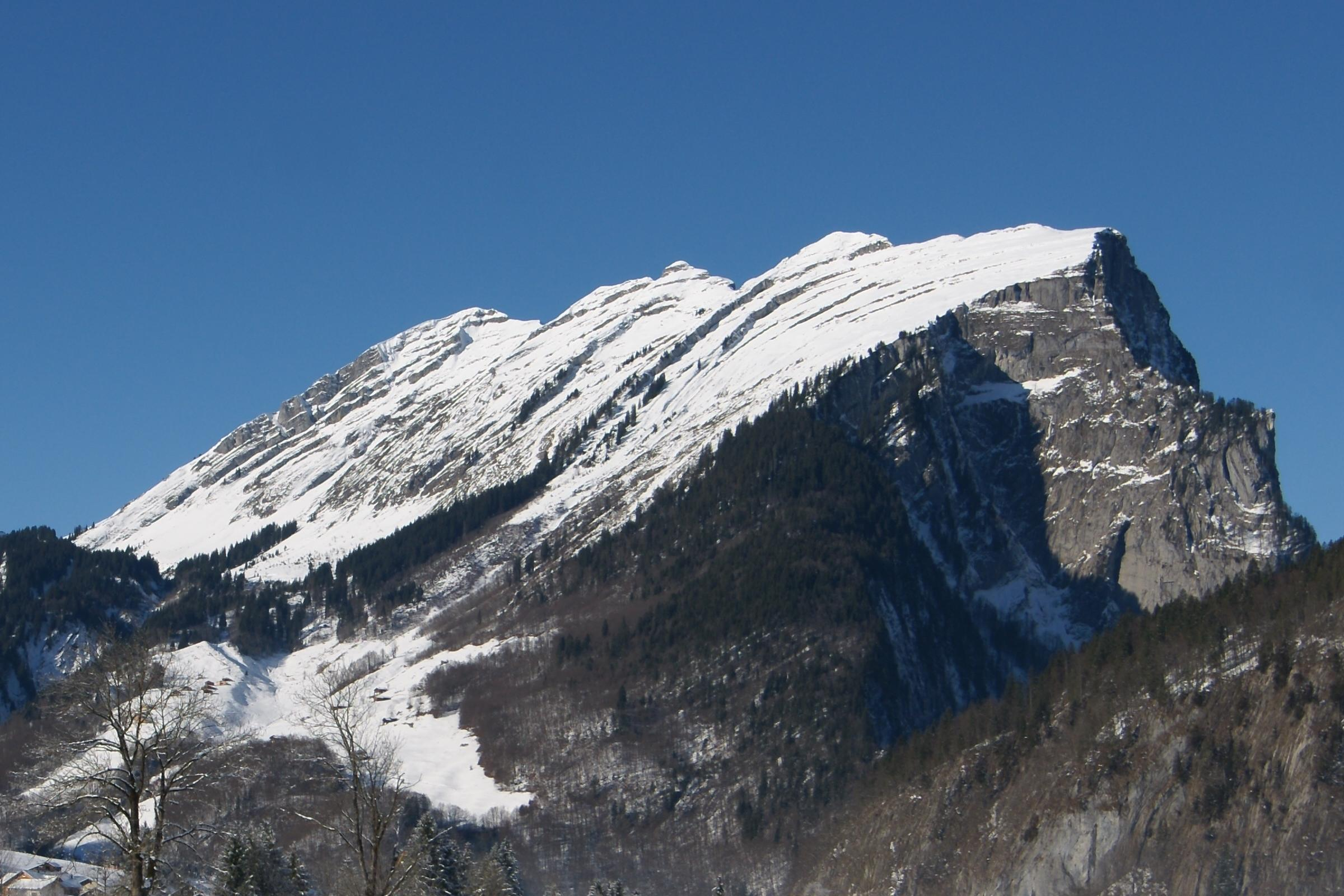
De Kanisfluh vanuit het oosten
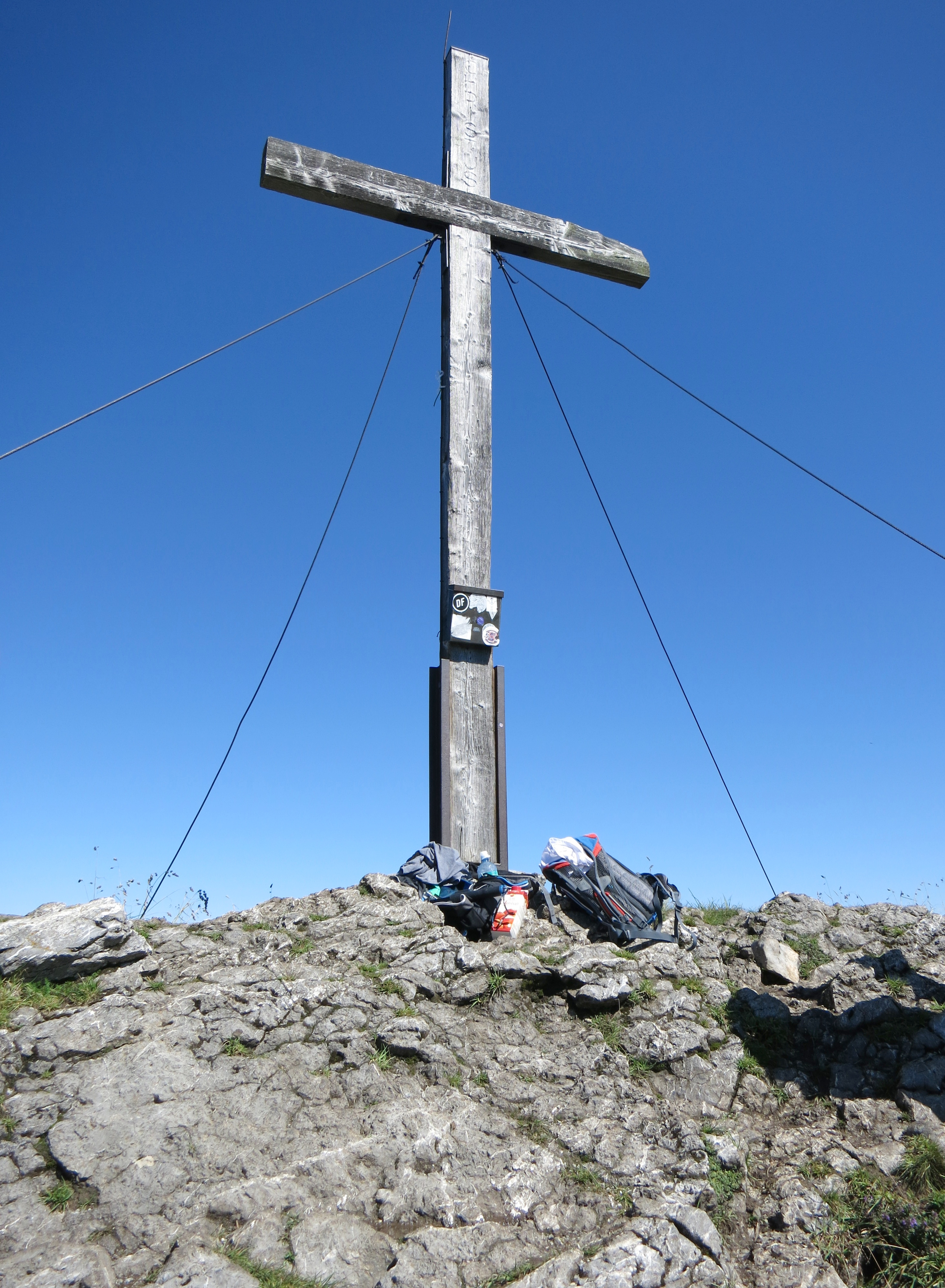
Holenke, het kruis op de top

## Geologie
De Kanisfluh is een typisch kalksteengebergte, doch hij behoort geologisch niet tot de Noordelijke Kalkalpen. Het is ontstaan uit de Jurassische kalksteen van de Helvetische Dekbladen, en dus meer verwant met de bergen uit het Zwitsers-Franse Juragebergte dan met het Wetterstein- of het Dachsteinmassief van de Oostalpen.

## Beklimming
De Holenke is voor geoefende wandelaars redelijk eenvoudig te beklimmen. Een smal pad 
leidt vanuit de hut op de Wurzachalpe (1622 m) in een dik uur, via het zadel tussen de Hoger Stoß en de Holenke, naar de top. Op de top van de Holenke staat een kruis, een zogenaamd Gipfelkreuz.
De top geeft naar het noorden een breed panorama over het Bregenzerwald, de vallei van de Bregenzer Ach, de Bodensee en de Allgäuer Alpen met als dichtstbijzijnde top de Diedamskopf. Vanwege het uitzicht is de wandeling naar de top in de zomer een populaire bestemming voor toeristen.
De andere toppen zijn enkel bereikbaar voor geoefende bergbeklimmers.
Een groot deel van de zuidelijke helling van de Kanisfluh is sinds enkele jaren beschermd als 'Wildlebensräume' voor gemzen en steenbokken, en mag buiten de wandelpaden niet betreden worden

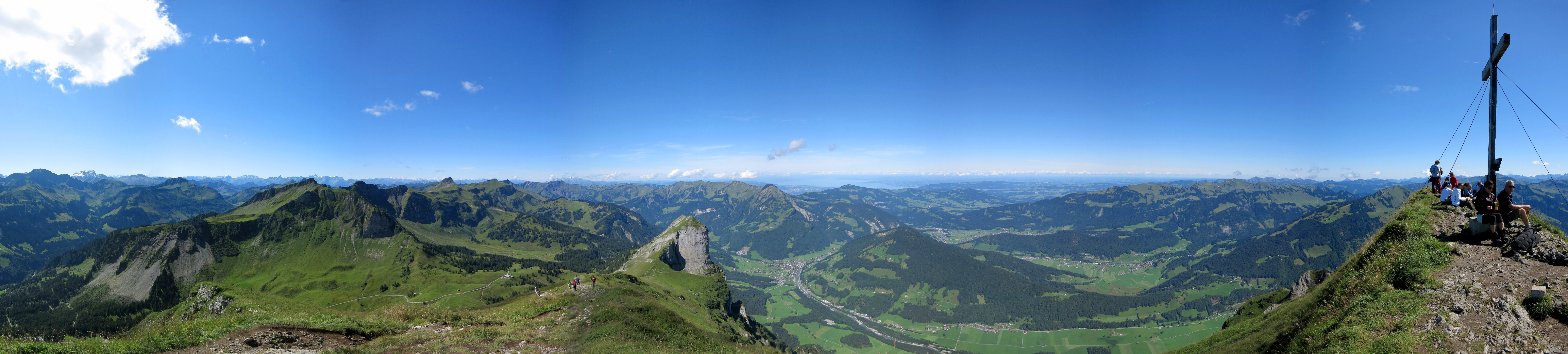
Panorama van de top van de Kanisfluh